# Barlen Vyapoory
Paramasivum Pillay „Barlen” Vyapoory (ur. 1945 lub 1946) – polityk państwa Mauritius.
Od września 2015 do marca 2016 pełnił funkcję Wysokiego Komisarza Republiki Mauritiusa w Południowej Afryce. Od 4 kwietnia 2016 do 23 marca 2018 sprawował funkcję wiceprezydenta Mauritiusu. Po  rezygnacji dotychczasowej prezydent Ameenah Gurib-Fakim do 26 listopada 2019 pełnił obowiązki prezydenta kraju. 
Jest członkiem Ruchu Socjalistycznego Mauritiusu.